# Liste der Nummer-eins-Hits in Australien (2018)
Dies ist eine Liste der Nummer-eins-Hits in Australien im Jahr 2018. Es liegen die offiziellen Top-50-Single- und Albumcharts der Australian Recording Industry Association (ARIA) zugrunde. Sie basieren auf den Verkäufen von Songs und Alben in Australien sowie bei den Singlecharts auch auf den Aufrufen der Lieder bei Musikstreaming-Anbietern.

## Singles
| ← 2017 ← | Liste der Nummer-eins-Hits in Australien | Liste der Nummer-eins-Hits in Australien | Liste der Nummer-eins-Hits in Australien | 2019 →                    |
| \| Zeitraum \| Wo. ges. \| Interpret \| Titel Autor(en) \| Zusätzliche Informationen \| \| (Zeitraum, Wochen auf Platz eins, Interpret, Titel, Autor[en], zusätzliche Informationen) \| \| \| \| \| \| ----------------------------------------------------------------------------------------- \| -------- \| ------------------------------- \| -------------------------------------------------------------------------------------------------------------------------------------------------------------------------------------------------------------------------------------------------------------------------------------- \| ------------------------- \| \| 11. Dezember 2017 – 4. Februar 2018 8 Wochen \| 8 \| Ed Sheeran \| Perfect Ed Sheeran \| – \| \| 5. Februar 2018 – 22. April 2018 11 Wochen \| 11 \| Drake \| God’s Plan Aubrey Graham, Ronald LaTour, Daveon Jackson, Matthew Samuels, Noah Shebib \| – \| \| 23. April 2018 – 29. April 2018 1 Woche (insgesamt 2) \| 2 \| Drake \| Nice for What Aubrey Graham, Shane Lindstrom, Alan Bergman, Marilyn Bergman, Dennis David Coles, Robert F. Diggs, Gary E. Grice, Marvin Hamlisch, Chauncey Lamont Hawkins, Lauryn N. Hill, Jason S. Hunter, Russell T. Jones, Clifford Smith, Corey Woods, Orville Hall, Phillip Price \| – \| \| 30. April 2018 – 6. Mai 2018 1 Woche \| 1 \| Ariana Grande \| No Tears Left to Cry Ariana Grande, Max Martin, Ilya Salmanzadeh, Savan Kotecha \| – \| \| 7. Mai 2018 – 13. Mai 2018 1 Woche \| 1 \| Post Malone feat. Ty Dolla Sign \| Psycho Austin Post, Tyrone Griffin Jr, Louis Bell \| – \| \| 14. Mai 2018 – 20. Mai 2018 1 Woche (insgesamt 2) \| 2 \| Drake \| Nice for What Aubrey Graham, Shane Lindstrom, Alan Bergman, Marilyn Bergman, Dennis David Coles, Robert F. Diggs, Gary E. Grice, Marvin Hamlisch, Chauncey Lamont Hawkins, Lauryn N. Hill, Jason S. Hunter, Russell T. Jones, Clifford Smith, Corey Woods, Orville Hall, Phillip Price \| – \| \| 21. Mai 2018 – 27. Mai 2018 1 Woche \| 1 \| Childish Gambino \| This Is America Donald Glover, Ludwig Göransson \| – \| \| 28. Mai 2018 – 22. Juli 2018 8 Wochen \| 8 \| 5 Seconds of Summer \| Youngblood Calum Hood, Ali Tamposi, Andrew Watt, Ashton Irwin, Luke Hemmings \| – \| \| 23. Juli 2018 – 19. August 2018 4 Wochen \| 4 \| Drake \| In My Feelings Aubrey Graham, Benny Workman, Darius Harrison, Stephen Garrett, James Scheffer, Rex Zamor, Dwayne Carter, Renetta Lowe-Bridgewater, Orville Hall, Phillip Price \| – \| \| 20. August 2018 – 23. September 2018 5 Wochen \| 5 \| Dean Lewis \| Be Alright Dean Lewis, Jon Hume \| – \| \| 24. September 2018 – 28. Oktober 2018 5 Wochen \| 5 \| George Ezra \| Shotgun George Ezra, Joel Pott, Fred Gibson \| – \| \| 29. Oktober 2018 – 18. November 2018 3 Wochen (insgesamt 5) \| 5 \| Lady Gaga & Bradley Cooper \| Shallow Lady Gaga, Andrew Wyatt, Anthony Rossomando, Mark Ronson \| – \| \| 19. November 2018 – 30. Dezember 2018 6 Wochen \| 6 \| Ariana Grande \| Thank U, Next Ariana Grande, Charles Anderson, Michael Foster, Tayla Parx, Tommy Brown, Victoria McCants \| – \| \| 31. Dezember 2018 – 6. Januar 2019 1 Woche (insgesamt 9) \| 9 \| Mariah Carey \| All I Want for Christmas Is You Walter N. Afanasieff, Mariah Carey \| – \| |                                          |                                          | |                           |
| ← 2017 |                                          |                                          | | → 2019 →                  |
| Zeitraum | Wo. ges.                                 | Interpret                                | Titel Autor(en) | Zusätzliche Informationen |
| (Zeitraum, Wochen auf Platz eins, Interpret, Titel, Autor[en], zusätzliche Informationen) |                                          |                                          | |                           |
| 11. Dezember 2017 – 4. Februar 2018 8 Wochen | 8                                        | Ed Sheeran                               | Perfect Ed Sheeran | –                         |
| 5. Februar 2018 – 22. April 2018 11 Wochen | 11                                       | Drake                                    | God’s Plan Aubrey Graham, Ronald LaTour, Daveon Jackson, Matthew Samuels, Noah Shebib | –                         |
| 23. April 2018 – 29. April 2018 1 Woche (insgesamt 2) | 2                                        | Drake                                    | Nice for What Aubrey Graham, Shane Lindstrom, Alan Bergman, Marilyn Bergman, Dennis David Coles, Robert F. Diggs, Gary E. Grice, Marvin Hamlisch, Chauncey Lamont Hawkins, Lauryn N. Hill, Jason S. Hunter, Russell T. Jones, Clifford Smith, Corey Woods, Orville Hall, Phillip Price | –                         |
| 30. April 2018 – 6. Mai 2018 1 Woche | 1                                        | Ariana Grande                            | No Tears Left to Cry Ariana Grande, Max Martin, Ilya Salmanzadeh, Savan Kotecha | –                         |
| 7. Mai 2018 – 13. Mai 2018 1 Woche | 1                                        | Post Malone feat. Ty Dolla Sign          | Psycho Austin Post, Tyrone Griffin Jr, Louis Bell | –                         |
| 14. Mai 2018 – 20. Mai 2018 1 Woche (insgesamt 2) | 2                                        | Drake                                    | Nice for What Aubrey Graham, Shane Lindstrom, Alan Bergman, Marilyn Bergman, Dennis David Coles, Robert F. Diggs, Gary E. Grice, Marvin Hamlisch, Chauncey Lamont Hawkins, Lauryn N. Hill, Jason S. Hunter, Russell T. Jones, Clifford Smith, Corey Woods, Orville Hall, Phillip Price | –                         |
| 21. Mai 2018 – 27. Mai 2018 1 Woche | 1                                        | Childish Gambino                         | This Is America Donald Glover, Ludwig Göransson | –                         |
| 28. Mai 2018 – 22. Juli 2018 8 Wochen | 8                                        | 5 Seconds of Summer                      | Youngblood Calum Hood, Ali Tamposi, Andrew Watt, Ashton Irwin, Luke Hemmings | –                         |
| 23. Juli 2018 – 19. August 2018 4 Wochen | 4                                        | Drake                                    | In My Feelings Aubrey Graham, Benny Workman, Darius Harrison, Stephen Garrett, James Scheffer, Rex Zamor, Dwayne Carter, Renetta Lowe-Bridgewater, Orville Hall, Phillip Price | –                         |
| 20. August 2018 – 23. September 2018 5 Wochen | 5                                        | Dean Lewis                               | Be Alright Dean Lewis, Jon Hume | –                         |
| 24. September 2018 – 28. Oktober 2018 5 Wochen | 5                                        | George Ezra                              | Shotgun George Ezra, Joel Pott, Fred Gibson | –                         |
| 29. Oktober 2018 – 18. November 2018 3 Wochen (insgesamt 5) | 5                                        | Lady Gaga & Bradley Cooper               | Shallow Lady Gaga, Andrew Wyatt, Anthony Rossomando, Mark Ronson | –                         |
| 19. November 2018 – 30. Dezember 2018 6 Wochen | 6                                        | Ariana Grande                            | Thank U, Next Ariana Grande, Charles Anderson, Michael Foster, Tayla Parx, Tommy Brown, Victoria McCants | –                         |
| 31. Dezember 2018 – 6. Januar 2019 1 Woche (insgesamt 9) | 9                                        | Mariah Carey                             | All I Want for Christmas Is You Walter N. Afanasieff, Mariah Carey | –                         |

## Alben
| ← 2017 ← | Liste der Nummer-eins-Hits in Australien | Liste der Nummer-eins-Hits in Australien | Liste der Nummer-eins-Hits in Australien                 | 2019 →                    |
| \| Zeitraum \| Wo. ges. \| Interpret \| Titel \| Zusätzliche Informationen \| \| (Zeitraum, Wochen auf Platz eins, Interpret, Titel, zusätzliche Informationen) \| \| \| \| \| \| ------------------------------------------------------------------------------ \| -------- \| --------------------------- \| -------------------------------------------------------- \| ------------------------- \| \| 1. Januar 2018 – 7. Januar 2018 1 Woche (insgesamt 27) \| 27 \| Ed Sheeran \| ÷ \| – \| \| 8. Januar 2018 – 4. März 2018 8 Wochen \| 8 \| Verschiedene Interpreten \| The Greatest Showman: Original Motion Picture Soundtrack \| – \| \| 5. März 2018 – 11. März 2018 1 Woche \| 1 \| Vance Joy \| Nation of Two \| – \| \| 12. März 2018 – 15. April 2018 5 Wochen (insgesamt 27) \| 27 \| Ed Sheeran \| ÷ \| – \| \| 16. April 2018 – 22. April 2018 1 Woche \| 1 \| Kylie Minogue \| Golden \| – \| \| 23. April 2018 – 29. April 2018 1 Woche \| 1 \| Geoffrey Gurrumul Yunupingu \| Djarimirri (Child of the Rainbow) \| – \| \| 30. April 2018 – 6. Mai 2018 1 Woche \| 1 \| J. Cole \| KOD \| – \| \| 7. Mai 2018 – 13. Mai 2018 1 Woche (insgesamt 2) \| 2 \| Post Malone \| Beerbongs & Bentleys \| – \| \| 14. Mai 2018 – 20. Mai 2018 1 Woche \| 1 \| Parkway Drive \| Reverence \| – \| \| 21. Mai 2018 – 27. Mai 2018 1 Woche \| 1 \| Arctic Monkeys \| Tranquility Base Hotel & Casino \| – \| \| 28. Mai 2018 – 3. Juni 2018 1 Woche (insgesamt 2) \| 2 \| Post Malone \| Beerbongs & Bentleys \| – \| \| 4. Juni 2018 – 10. Juni 2018 1 Woche \| 1 \| Shawn Mendes \| Shawn Mendes \| – \| \| 11. Juni 2018 – 17. Juni 2018 1 Woche \| 1 \| Kanye West \| Ye \| – \| \| 18. Juni 2018 – 24. Juni 2018 1 Woche \| 1 \| Sheppard \| Watching the Sky \| – \| \| 25. Juni 2018 – 1. Juli 2018 1 Woche \| 1 \| 5 Seconds of Summer \| Youngblood \| – \| \| 2. Juli 2018 – 8. Juli 2018 1 Woche \| 1 \| Panic! at the Disco \| Pray for the Wicked \| – \| \| 9. Juli 2018 – 22. Juli 2018 2 Wochen (insgesamt 3) \| 3 \| Drake \| Scorpion \| – \| \| 23. Juli 2018 – 29. Juli 2018 1 Woche \| 1 \| Amy Shark \| Love Monster \| – \| \| 30. Juli 2018 – 12. August 2018 2 Wochen \| 2 \| Verschiedene Interpreten \| Mamma Mia! Here We Go Again: The Movie Soundtrack \| – \| \| 13. August 2018 – 19. August 2018 1 Woche \| 1 \| Travis Scott \| Astroworld \| – \| \| 20. August 2018 – 26. August 2018 1 Woche (insgesamt 3) \| 3 \| Drake \| Scorpion \| – \| \| 27. August 2018 – 2. September 2018 1 Woche \| 1 \| Ariana Grande \| Sweetener \| – \| \| 3. September 2018 – 9. September 2018 1 Woche \| 1 \| The Amity Affliction \| Misery \| – \| \| 10. September 2018 – 7. Oktober 2018 4 Wochen \| 4 \| Eminem \| Kamikaze \| – \| \| 8. Oktober 2018 – 14. Oktober 2018 1 Woche \| 1 \| John Butler Trio \| Home \| – \| \| 15. Oktober 2018 – 21. Oktober 2018 1 Woche \| 1 \| Twenty One Pilots \| Trench \| – \| \| 22. Oktober 2018 – 28. Oktober 2018 1 Woche \| 1 \| Paul Kelly \| Nature \| – \| \| 29. Oktober 2018 – 6. Januar 2019 10 Wochen (insgesamt 11) \| 11 \| Lady Gaga & Bradley Cooper \| A Star Is Born \| – \| |                                          |                                          |                                                          |                           |
| ← 2017 |                                          |                                          |                                                          | → 2019 →                  |
| Zeitraum | Wo. ges.                                 | Interpret                                | Titel                                                    | Zusätzliche Informationen |
| (Zeitraum, Wochen auf Platz eins, Interpret, Titel, zusätzliche Informationen) |                                          |                                          |                                                          |                           |
| 1. Januar 2018 – 7. Januar 2018 1 Woche (insgesamt 27) | 27                                       | Ed Sheeran                               | ÷                                                        | –                         |
| 8. Januar 2018 – 4. März 2018 8 Wochen | 8                                        | Verschiedene Interpreten                 | The Greatest Showman: Original Motion Picture Soundtrack | –                         |
| 5. März 2018 – 11. März 2018 1 Woche | 1                                        | Vance Joy                                | Nation of Two                                            | –                         |
| 12. März 2018 – 15. April 2018 5 Wochen (insgesamt 27) | 27                                       | Ed Sheeran                               | ÷                                                        | –                         |
| 16. April 2018 – 22. April 2018 1 Woche | 1                                        | Kylie Minogue                            | Golden                                                   | –                         |
| 23. April 2018 – 29. April 2018 1 Woche | 1                                        | Geoffrey Gurrumul Yunupingu              | Djarimirri (Child of the Rainbow)                        | –                         |
| 30. April 2018 – 6. Mai 2018 1 Woche | 1                                        | J. Cole                                  | KOD                                                      | –                         |
| 7. Mai 2018 – 13. Mai 2018 1 Woche (insgesamt 2) | 2                                        | Post Malone                              | Beerbongs & Bentleys                                     | –                         |
| 14. Mai 2018 – 20. Mai 2018 1 Woche | 1                                        | Parkway Drive                            | Reverence                                                | –                         |
| 21. Mai 2018 – 27. Mai 2018 1 Woche | 1                                        | Arctic Monkeys                           | Tranquility Base Hotel & Casino                          | –                         |
| 28. Mai 2018 – 3. Juni 2018 1 Woche (insgesamt 2) | 2                                        | Post Malone                              | Beerbongs & Bentleys                                     | –                         |
| 4. Juni 2018 – 10. Juni 2018 1 Woche | 1                                        | Shawn Mendes                             | Shawn Mendes                                             | –                         |
| 11. Juni 2018 – 17. Juni 2018 1 Woche | 1                                        | Kanye West                               | Ye                                                       | –                         |
| 18. Juni 2018 – 24. Juni 2018 1 Woche | 1                                        | Sheppard                                 | Watching the Sky                                         | –                         |
| 25. Juni 2018 – 1. Juli 2018 1 Woche | 1                                        | 5 Seconds of Summer                      | Youngblood                                               | –                         |
| 2. Juli 2018 – 8. Juli 2018 1 Woche | 1                                        | Panic! at the Disco                      | Pray for the Wicked                                      | –                         |
| 9. Juli 2018 – 22. Juli 2018 2 Wochen (insgesamt 3) | 3                                        | Drake                                    | Scorpion                                                 | –                         |
| 23. Juli 2018 – 29. Juli 2018 1 Woche | 1                                        | Amy Shark                                | Love Monster                                             | –                         |
| 30. Juli 2018 – 12. August 2018 2 Wochen | 2                                        | Verschiedene Interpreten                 | Mamma Mia! Here We Go Again: The Movie Soundtrack        | –                         |
| 13. August 2018 – 19. August 2018 1 Woche | 1                                        | Travis Scott                             | Astroworld                                               | –                         |
| 20. August 2018 – 26. August 2018 1 Woche (insgesamt 3) | 3                                        | Drake                                    | Scorpion                                                 | –                         |
| 27. August 2018 – 2. September 2018 1 Woche | 1                                        | Ariana Grande                            | Sweetener                                                | –                         |
| 3. September 2018 – 9. September 2018 1 Woche | 1                                        | The Amity Affliction                     | Misery                                                   | –                         |
| 10. September 2018 – 7. Oktober 2018 4 Wochen | 4                                        | Eminem                                   | Kamikaze                                                 | –                         |
| 8. Oktober 2018 – 14. Oktober 2018 1 Woche | 1                                        | John Butler Trio                         | Home                                                     | –                         |
| 15. Oktober 2018 – 21. Oktober 2018 1 Woche | 1                                        | Twenty One Pilots                        | Trench                                                   | –                         |
| 22. Oktober 2018 – 28. Oktober 2018 1 Woche | 1                                        | Paul Kelly                               | Nature                                                   | –                         |
| 29. Oktober 2018 – 6. Januar 2019 10 Wochen (insgesamt 11) | 11                                       | Lady Gaga & Bradley Cooper               | A Star Is Born                                           | –                         |

## Jahreshitparaden
| ← 2017 ← | Liste der Nummer-eins-Hits in Australien | Liste der Nummer-eins-Hits in Australien                              | Liste der Nummer-eins-Hits in Australien | 2019 →   |
| \| Singles \| Position# \| Alben \| \| ------------------------------------------------------------------------------------------------------------------------------------ \| --------- \| --------------------------------------------------------------------- \| \| Youngblood 5 Seconds of Summer Calum Hood, Ali Tamposi, Andrew Watt, Ashton Irwin, Luke Hemmings, Louis Bell, Michael Clifford \| 1 \| The Greatest Showman: Original Motion Picture Soundtrack (Soundtrack) \| \| God’s Plan Drake Aubrey Graham, Ronald LaTour, Daveon Jackson, Matthew Samuels, Noah Shebib \| 2 \| ÷ Ed Sheeran \| \| Perfect Ed Sheeran \| 3 \| A Star Is Born Lady Gaga & Bradley Cooper \| \| Be Alright Dean Lewis , Jon Hume \| 4 \| Beerbongs & Bentleys Post Malone \| \| Meant to Be Bebe Rexha feat. Florida Georgia Line Bleta Rexha, Tyler Hubbard, Josh Miller, David Garcia \| 5 \| Bohemian Rhapsody: The Original Soundtrack Queen \| \| I Fall Apart Post Malone Austin Post, William Walsh, Carlo Montagese \| 6 \| Kamikaze Eminem \| \| Psycho Post Malone feat. Ty Dolla Sign Austin Post, Tyrone Griffin Jr, Louis Bell \| 7 \| Scorpion Drake \| \| Girls Like You Maroon 5 feat. Cardi B Adam Levine, Henry Walter, Belcalis Almanzar, Brittany Talia Hazzard, Jason Evigan, Gian Stone \| 8 \| Greatest Hits Queen \| \| Shotgun George Ezra , Joel Pott, Fred Gibson \| 9 \| Beautiful Trauma P!nk \| \| Eastside Benny Blanco, Halsey & Khalid Benny Blanco, Ashley "Halsey" Frangipane, Nathan Perez, Khalid Robinson, Ed Sheeran \| 10 \| × Ed Sheeran \| |                                          |                                                                       |                                          |          |
| ← 2017 |                                          |                                                                       |                                          | → 2019 → |
| Singles | Position#                                | Alben                                                                 |                                          |          |
| Youngblood 5 Seconds of Summer Calum Hood, Ali Tamposi, Andrew Watt, Ashton Irwin, Luke Hemmings, Louis Bell, Michael Clifford | 1                                        | The Greatest Showman: Original Motion Picture Soundtrack (Soundtrack) |                                          |          |
| God’s Plan Drake Aubrey Graham, Ronald LaTour, Daveon Jackson, Matthew Samuels, Noah Shebib | 2                                        | ÷ Ed Sheeran                                                          |                                          |          |
| Perfect Ed Sheeran | 3                                        | A Star Is Born Lady Gaga & Bradley Cooper                             |                                          |          |
| Be Alright Dean Lewis , Jon Hume | 4                                        | Beerbongs & Bentleys Post Malone                                      |                                          |          |
| Meant to Be Bebe Rexha feat. Florida Georgia Line Bleta Rexha, Tyler Hubbard, Josh Miller, David Garcia | 5                                        | Bohemian Rhapsody: The Original Soundtrack Queen                      |                                          |          |
| I Fall Apart Post Malone Austin Post, William Walsh, Carlo Montagese | 6                                        | Kamikaze Eminem                                                       |                                          |          |
| Psycho Post Malone feat. Ty Dolla Sign Austin Post, Tyrone Griffin Jr, Louis Bell | 7                                        | Scorpion Drake                                                        |                                          |          |
| Girls Like You Maroon 5 feat. Cardi B Adam Levine, Henry Walter, Belcalis Almanzar, Brittany Talia Hazzard, Jason Evigan, Gian Stone | 8                                        | Greatest Hits Queen                                                   |                                          |          |
| Shotgun George Ezra , Joel Pott, Fred Gibson | 9                                        | Beautiful Trauma P!nk                                                 |                                          |          |
| Eastside Benny Blanco, Halsey & Khalid Benny Blanco, Ashley "Halsey" Frangipane, Nathan Perez, Khalid Robinson, Ed Sheeran | 10                                       | × Ed Sheeran                                                          |                                          |          |